# Inter Ibiza Club Deportivo
Inter Ibiza Club Deportivo es un club de fútbol español de la isla de Ibiza, fundado oficialmente el 11 de junio de 2014.

## Historia
El club fue creado ante notario en 2014 por Carlos Fourcade junto a Rafael Agrofojo, Lucía Ibarra, Maximiliano Resta y Adrián Ottonello.
Debutó en la Primera Regional Pitiusa en la temporada 2014–15 y logró el ascenso inmediato. También fue campeón en 2015–16. 
En junio de 2021 logró su primer ascenso a Tercera División al proclamarse campeón de la Preferente Pitiusa, en una campaña sin playoff debido a la reestructuración post-pandemia.
Tras descender en la temporada 2021–22, el club volvió a lograr el ascenso en 2025 tras eliminar al Sporting de Mahón en el playoff regional (0–5 y 2–1).

## Estadio
El Inter Ibiza juega en el Campo Municipal de Can Cantó, situado en Vila. Tiene capacidad para 1.000 espectadores. 
Desde 2014 ha sido sede habitual del club. En 2021 fue reacondicionado con mejoras en la iluminación, césped artificial y zonas de vestuarios, como parte del retorno a categoría nacional. El recinto también ha sido sede de finales regionales.

## Identidad
El club tiene una identidad marcada por raíces argentinas. Fue fundado por el médico cordobés Carlos Fourcade y ha contado con jugadores como Robert Carmona, Silvio Carrario, Emiliano Armenteros, Matías Di Gregorio, Hugo Iriarte, Gianluca Vaccarini, entre otros. Por esto, es conocido como “el equipo argentino de Ibiza”.
Los colores oficiales son azul y amarillo, en honor a Rosario Central. El uniforme alternativo homenajea al club Newbery & Everton de Cruz Alta (Argentina). Desde 2021, el club viste equipaciones Umbro y ha mejorado su imagen institucional.

## Palmarés
Ligas
- Primera Regional Pitiusa (2): 2014–15, 2015–16
- División de Honor FFIB (3): 2020–21, 2022–23, 2024–25

Copas
- Copa FFIB Ibiza-Formentera (2): 2022–23, 2023–24

Otros logros
- Ascenso sin playoff a Tercera en 2021[7]
- Subcampeón de la Final de Campeones FFIB 2023 (0–1 vs Alcúdia)[8]

## Categorías
Las principales categorías del club incluyen Juvenil, Base, Femenino, Futsal y Multideporte.